# Хумаюн
Насір-ад-Дін Мухаммад Хумаюн (6 березня 1508, Кабул — 27 січня 1556, Делі) — падишах Імперії Великих Моголів із 1530 року. Ім'я в перекладі означає «щасливий». Талановитий полководець, але бездарний політик, присвятив своє життя боротьбі за збереження імперії батька — Бабура. Врешті-решт був вигнаний із країни армією Шер Шаха Сурі в 1540 році, але зумів відвоювати престол у 1555. Після смерті Хумаюна на чолі Імперії Великих Моголів став його знаменитий син, який ввійшов у історію як Акбар («Великий»).

## Початок правління
Хумаюн зійшов на трон 23 грудня 1530 року у віці 22 років, після смерті свого батька — Бабура. Він одразу зіткнувся з труднощами, адже став повелителем величезної тільки-но створеної, а тому нестабільної та слабкої імперії. На час смерті Бабура завоювання Гіндустану ще не було завершено, а присутність Моголів залишалася лише військовою окупацією, яка за Бабура трималася в основному на військовій силі, його особистій славі як переможця двох наймогутніших правителів — султана Ібрагіма і Рана Санги, й особистій відданості його сподвижників.
Відомий своєю добротою, милосердям та повагою до тюрксько-монгольських звичаїв предків Хумаюн ускладнив ситуацію ще й тим, що погодився розділити владу зі своїми братами. Сам він був проголошений падишахом, свого брата Камрана затвердив у володінні Кабулом і Кандагаром, а також передав йому Пенджаб та округ Хісар-Фіроза (на схід від власне Пенджабу). Своїм братам Аскарі і Гіндалу він віддав: першому — Самбхал, другому — Меват.
Армія, якою він командував, була радше натовпом авантюристів і складалася з чагатайських тюрків, моголів, персів, афганців та індійців. Все ще могутні афганські вожді на сході готові були взятися за зброю. Раджпути могли повстати будь-якої миті. Малва перебувала у стані смути. У Гуджараті Бахадур-шах (1326—1537), спираючись на португальців, швидко накопичував сили, а брат Камран був скоріше суперником, ніж союзником, і з передачею йому Кабула і Кандагара Хумаюн залишився відрізаним від найкращого джерела поповнення своєї армії.
Молода імперія була в небезпеці: афганські, раджпутські, індійські правителі, усвідомивши, що в державі Хумаюна немає єдності, постійно посилювали політичний і військовий тиск на неї.

## Хумаюн і афганці
Перший військовий похід Хумаюна був спрямований проти фортеці Каланджар у Бунделкханді, якою управляв тоді індуський князь, що підтримував афганців. Діставши від цього князя велику суму грошей, Хумаюн відправився на схід назустріч афганцям, які перебували під керівництвом султана Махмуда Лоді, Бібан-хана і Баязида. Афганці були розбиті у битві при Даухруа. Баязид був убитий, а султан Махмуд і афганці втекли. Серед частини афганців існувало переконання, що ця поразка була викликана зрадою Шер Хана — вождя безлічі афганців, що з часом осіли на березі Гангу в Біхарі.
Після цього Хумаюн пішов проти сильної фортеці Чунар, що була в руках Шер Хана. Після кількох місяців облоги Шер Хан послав гінця з заявою про свою покірність. Він навіть послав загін афганців під командуванням свого сина Кутб-хана до Хумаюна, який збирався в похід проти Бахадур-шаха, правителя Гуджарату.

## Хумаюн і Бахадур-шах, правительГуджарату
Бахадур-шах зайняв Малаву і взяв в облогу Чітор, де син і наступник загиблого правителя Рани Санги, Вікрамадітья, був нездатний захистити свою столицю, тож його мати звернулася за допомогою до Хумаюна. До Бахадур-шаха приєдналися деякі невдоволені могольські вожді, а також Алам-хан Лоді та інші афганці. У 1534 році Хумаюн зі сходу швидко рушив у Малаву, розбив значні сили афганських втікачів, відправлених йому назустріч Бахадуром, і перехопив Бахадура, який повертався зі здобиччю після розграбування Чітора.
Бахадур укріпив свої табір у Мандасорі. Він мав у своєму розпорядженні чудовий артилерійський парк, що «поступався тільки артилерії турецького султана».
Хумаюн, який виявив велику сміливість, винахідливість і військове мистецтво, відрізав Бахадура від джерел постачання, і Бахадуру довелося тікати вночі з кількома своїми прихильниками, попередньо заклепавши важкі гармати. Хумаюн зайняв усю Малаву і рушив до Гуджарату. Бахадур змушений був шукати притулку в португальській колонії Діу, у той час як Хумаюн зайняв столицю Гуджарату Ахмедабад. Однак після цього Хумаюн віддався довгому святкування перемоги у двох завойованих фортецях (Манду и Чампанер) і святкував доти, доки відомості про діяльність Шер Хана на сході не стали настільки тривожними, що він був змушений спішно повернутися до Агри, залишивши намісником свого брата Аскарі.
Однак Бахадур за підтримки португальців незабаром виступив знову. Всюди піднімалися повстання. Аскарі, який і сам колись вже замишляв зрадити свого брата, був змушений поспіхом відступити. Бахадур-шах зміг повернути свої володіння, і таким чином Гуджарат був остаточно втрачений, у ньому знову утвердилася династія шахів Ахмадів. Хумаюн втратив навіть Малаву, бо місцеві вожді знову оголосили про свою незалежність. І хоча Бахадур незабаром загинув у сутичці з португальцями, Хумаюн був занадто зайнятий у Біхарі і Бенгалії, щоб якось цим скористатися.

## Хумаюн іШер Шах
На сході в Біхарі і Бенгалії імператор зіткнувся з небезпечним противником — Шер Шахом Сура, який служив ще його батькові Бабуру під час завоювання Делійського султанату. Шер Хан (Шер Шахом він був проголошений лише в 1540 році) не порозумівся з тюрксько-монгольської знаттю Бабура і пішов на службу до одного з афганських правителів Східної Індії. Скориставшись тим, що Хумаюн був зайнятий боротьбою за контроль над Західною Індією (Гуджаратом), Шер Хан заволодів Бенгалією.
Хумаюн вирішив, що настав момент, коли потрібно покласти край зростанню могутності Шера, який вже ставав загрозою для Моголів на сході, але тільки на початку сезону дощів 1537 року підготувався до виходу на суднах по Джамні і далі Гангом у супроводі двох своїх братів, Аскарі і Хіндала, а також більшої частини гарему. Експедиція затрималася на півроку у фортеці Чунар, яку утримував син Шер Хана і яку Хумаюн вважав за потрібне захопити, щоб убезпечити свій тил. Зволікання призвело до того, що Хумаюн досяг Бенгалії занадто пізно. Коли він прибув до столиці Бенгалії Ґаура, міста, яке славилось своїм багатством, то виявив, що воно вщент зруйноване, вулиці всіяні трупами, а зерносховища порожні. Шер Хан побував тут до нього, вивіз із міста все цінне і займав тепер позиції позаду Хумаюна, відрізавши його від Делі. Незважаючи на небезпеку, Хумаюн за звичкою, як свідчать його особисті слуги, «вельми необачно усамітнився на тривалий час у своєму гаремі та оточив себе всілякою розкішшю». А Шер Хан, після того як захопив і пограбував у квітні 1538 року Ґаур, захопив за допомогою військової хитрості неприступну гірську фортецю Рохтас, забезпечивши сховище для своєї сім'ї, узяв Бенарес, обложив Джаунпур і розграбував усю місцевість аж до Канауджа.
А до Хумаюна почали надходити тривожні повідомлення з центру: його 19-річному брату Хіндалу було наказано стати табором на півдорозі по Гангу з метою оберігати тили Хумаюна, але він покинув свій пост і повернувся до Агри, де оселився в королівському палаці і поводився як справжній імператор. Хумаюн послав поважного шейха Бахлула привести Хіндала до тями, але той убив старого і почав уже відкритий заколот, звелівши згадувати в хутбі своє ім'я і виставивши військо проти Делі. Урезонити його зміг тільки інший брат — Камран, що відрадив його від подальшої демонстрації відкритої непокори, але, як виявилось з часом, лише через наміри висунути власні претензії на напівживу імперію старшого брата.
Такий стан речей змусив Хумаюна піти з Бенгалії. Він рухався вздовж північного берегу Гангу, але потім перейшов на південний берег. Шер покинув гори Рохтас і пішов назустріч Хумаюну. Як зазначалося, «у тому стані, в якому він тепер опинився, Хумаюн мав би отримати допомогу від своїх братів і з провінцій, розташованих поблизу від його столиці. Але жоден промінь надії не потрапив у його душу. Замість готовності допомогти, він зустрів… інтриги і зради».
Армії Хумаюна і Шер Шаха зійшлися на берегах Гангу біля Чауси, на схід від Бенареса, там вони провели поруч цілих три місяці, зміцнюючи оборонні споруди, в той час як їхні лідери вели мляві дипломатичні переговори. Збереглася розповідь про те, як посол Хумаюна, мулла Мухаммед Азіз виявив Шер Шаха у такому вигляді: засукавши рукава, той із заступом у руках допомагав зміцнювати оборонний вал. Посол і воєначальник сіли прямо на землю для обміну думками, і переговори їх урешті-решт привели до договору, за яким Шер Шах отримував Бенгалію і Біхар, але тільки у вигляді жалуваних земель від законного імператора Хумаюна. Нічого не підозрюючи, Хумаюн вивів своє військо з підготовлених оборонних позицій, а Шер Шах, відійшовши зі своєю армією всього на кілька миль, повернувся вночі 27 червня 1539 року і зрадницьки напав на сплячий табір Хумаюна, порушивши тільки-но укладену угоду. Тих солдатів, що не були вбиті на місці, відтіснили до Гангу і скинули в річку; більшість із них потонули. Сам Хумаюн врятувався лише тому, що Нізам — один із його водоносів надув для нього повітрям бурдюк, за який імператор тримався, поки плив через річку (кажуть, що Хумаюна це настільки вразило, що він обіцяв водоносу, що зведе його на трон у Делі); кілька знатних жінок із його гарему і одна з його юних дочок зникли під час загального хаосу і, мабуть, потонули. З іншими захопленими Шер Шахом обходилися виключно добре і перепровадили їх з почесним ескортом до Хумаюна в Агру. Проте подібна люб'язність не поширювалась на немусульман. Коли Шер Шах взяв в полон дітей одного раджі, він віддав його дочку «якимось бродячим музикантам, щоб вона танцювала на базарах».
Крім Бенгалії і Біхару, Шер заволодів і Джаунпуром та був коронований правителем у грудні 1539 року.
На початку наступного року Хумаюн намагався виправити ситуацію. Вирішальна битва відбулася в Хардоі (на березі Гангу) 17 травня 1540 року, вона ввійшла в історію під назвою битва при Канауджі. Армія Моголів налічувала близько 40 тисяч осіб. У рішучий момент Камран не прийшов на допомогу братові. Це була перша вирішальна битва, яку Шер виграв, не вдаючись до військових хитрощів. Воєначальник Шера атакував правий фланг Моголів, атака була успішною. Обозників могольскої армії погнали до її центру, що викликало там сум'яття. Артилерія Хумаюна не могла діяти, адже перед нею опинився обоз власної армії. Армія перетворилася на безладну юрбу. Переслідування розбитої армії Шер доручив своєму воєначальнику Брахмаджиту Гауру.

## Втеча Хумаюна
Хумаюн розумів, що більшість наближених готові зрадити його будь-якої миті. Після нищівної поразки під Хардоі Хумаюн відправився в Пенджаб, там він марно намагався залучити на свою сторону братів, потім пішов у Сінд. Тут він витратив час на безплідну облогу Бхаккара і Сехвана. Улітку 21 серпня 1541 він одружився з Хамідою-бегум — дочкою вчителя і радника Хіндала шейха Алі Акбара, відомою в історії як мати Акбара. Йому довелося витратити цілий місяць, щоб умовити Хаміду вийти за нього заміж. Після цього він вирушив до Марвару, щоб зустрітися з його правителем Малдевом, який погодився надати йому підтримку. Але Хумаюн з'явився там на 12 місяців пізніше обумовленого терміну. Тепер обставини змінилися, і Малдеву довелося підкоритися вимогам Шера, вигнати Хумаюна зі своїх володінь. У той час як Хумаюн йшов із Раджпутани, в Амаркоті 15 жовтня (23 листопада?) 1542 року народився Акбар. Хумаюн відступив у Кандагар. Коли Аскарі просунувся з Газні до Кандагару, Хумаюн втік до Персії. «Гнаний звідусіль, де він нещодавно панував, і холодіючи від жаху при думці про можливість потрапити у руки свого брата, він зважився залишити державу свого батька і довіритися сумнівній милості чужинців».
Влада в Індії опинилася в руках Шера, вихідця з афганської знаті. Молодий правитель Персії — шах Тахмасп надав притулок і нову армію колишньому імператорові Хумаюну, оскільки бачив у ньому потенційного союзника у боротьбі з турками та узбеками. В обмін на допомогу в поверненні втрачених володінь Тахмасп I зажадав, щоб Хумаюн прийняв шиїзм, а крім того, віддав йому Кандагар, яким тоді володів брат Хумаюна Камрана. Хумаюн пристав на обидві умови. Хитку домовленість ледь не зруйнувала поява при дворі Тахмаспа посланців від Камрана, який запропонував шахові Кандагар в обмін на Хумаюна. На щастя, улюблена сестра шаха Султанам виявилася палкою прихильницею Хумаюна і в результаті Тахмасп I вирішив підтримати його у нападі на володіння Камрана.
Хумаюн зайняв Кандагар і Кабул у 1545 році. Передавши Кандагар Персії, Хумаюн за першої слушної нагоди, забрав його назад. Після завоювання Кабула Камрана осліпили і відправили в Мекку.

## Причини поразки Хумаюна
Те, що Хумаюну не вдалося закріпитись в Індії, значною мірою пояснюється здійсненими ним помилками. Адже він хоча й був досить сміливим, що не раз довів у битвах під проводом свого батька, але не мав здібностей стратега; хоча й міг час від часу виявляти велику енергію, але не був здатний на тривалу напружену діяльність. Після вдалого бою або захоплення славної фортеці він незмінно знаходив найбільш привабливими перші плоди перемоги, а не можливі довготривалі вигоди, і зручно влаштовувався на довгі місяці, віддаючись улюбленим задоволенням, таким як вино, опіум, гашиш і поезія. Усі проблеми він вирішував, перебуваючи ніби «під легким кайфом». Його лінь і любов до розваг заважали йому закріплювати свої перемоги.
Крім того, він мав у своєму розпорядженні досить обмежену кількість військ, що без ретельно розробленого загального плану операцій проти ворогів унеможливлювало утримання у покорі такої великої і розрізненої імперії. Усюди потрібен був жорсткий контроль, у той час як імператору постійно (і небезпідставно) докоряють відірваністю від реальності, прожектерством та схильністю до утопій в управлінні державою. Більшість ветеранів армії Хумаюна загинуло під час походу у Бенгалію. Невдачі Хумаюна і негаразди з братами викликали загальне невдоволення в його таборі і при дворі. Чим і скористався його хитрий супротивник Шер.

## Відновлення влади Хумаюна
Правління Шер Шаха Сурі та його наступників, що тривало з 1540 по 1554 рік, зрештою закінчилося чварами і безладом, що дозволило Хумаюну, який правив тоді в Кабулі і чекав лише зручного моменту, щоб, дотримуючись завіту батька «керуй шаблею, а не пером», вторгнутись в Індію і покінчити з афганською династією.
Лахор був захоплений у лютому 1555 року. Біля Мачхівари (у Пенджабі) армія Сікандара (Ахмед-хан Сур, намісник Пенджабу) була вщент розбита; у Сірхінді він знову зазнав поразки від армії Моголів під командуванням Байрам-хана і змушений був тікати у гори в Пенджабі. Делі і Агра були зайняті в 1555 році, а саме 23 липня він знову посів батьківський трон.
Останні місяці його життя були затьмарені суперництвом із новим претендентом на престол — Хему — індуським воєначальником Аділа, якому вдалося завдати поразки Ібрагіму Суру біля Калпі і поблизу Кхануа; він також переміг і вбив Мухаммад-хана Сура (намісника Бенгалії) у Чхапаргхаті. Після цього залишалися власне два могутні суперники — Хумаюн і Аділ-шах. Але Хумаюн помер у січні 1556 року, заповівши своєму малолітньому синові Акбару і його опікунам остаточно розгромити афганців.

## Смерть Хумаюна[3]
Смерть Хумаюна була такою ж нещасливою, як і більшість подій його непростого життя, але обставини її в точності відповідали натурі цієї людини. 24 січня 1556 року він сидів на даху своєї бібліотеки в альтанці і вислуховував розповіді паломників, які нещодавно повернулися з Мекки, а також обговорював зі своїми астрологами намір у сприятливий момент провести державну раду та оголосити про призначення на посади. Потім він встав і почав спускатися сходами, що вели вниз від прямокутного отвору на плоскому даху. Хумаюн поставив ногу на другу сходинку, коли почув з розташованої неподалік мечеті Шер Шаха заклик муедзина до молитви. Хумаюн повернувся, щоб на знак благоговіння стати на коліна, однак наступив ногою на поділ одягу. Він впав, покотився вниз сходами і вдарився скронею об гострий кут каменю. Через три дні Хумаюн помер.

## Підсумки правління
Очевидно, що Хумаюн являв собою характер менш сильний, ніж у його батька та його власних безпосередніх нащадків. Він міг бути і імпульсивним, і нерішучим, проте ні для першого, ні для другого ніколи не міг обрати слушний момент. Його пристрасть до опіуму серед імператорів можна порівняти лише з пристрастю його онука Джаханґіра до алкоголю.
Певно, він єдиний представник династії, який не лише дозволив вихваляти у своїй присутності іншого правителя, але й, вислухавши хвалькуваті розповіді Сіді Алі Рейса про те, що турецька імперія займає всі землі, підкорені свого часу Александром Македонським, сказав (якщо вірити тому ж Сіді Алі Рейсу): «Єдина людина, гідна носити титул падишаха, — це правитель Туреччини, він один, і ніхто більше в усьому світі».
Він був людиною апатичною, непомірно забобонною, сентиментальною, невпевненою у собі, проте справляв загальне враження людини привабливої, хоча це, певно, й не найкращі риси для імператора. Варто додати, що, попри все, його життя має певні паралелі з життям його батька, славнозвісного Бабура. Кожен із них успадкував царство; кожен вутратив його — в основному в результаті появи на сцені більш могутнього завойовника; кожен в останні роки життя заволодів Гіндустаном, хоча Хумаюн і починав із більшого, і протистояв йому значно ослаблений Гіндустан, проте на саму паралель неможливо не звернути увагу, адже у всіх його невдачах була перспектива виправити ситуацію.
До того ж Хумаюн залишив Індії безцінний спадок — Акбара.